# Formosacris
Formosacris is een geslacht van rechtvleugeligen uit de familie veldsprinkhanen (Acrididae). De wetenschappelijke naam van dit geslacht is voor het eerst geldig gepubliceerd in 1951 door Willemse.

## Soorten
Het geslacht Formosacris  is monotypisch en omvat slechts de volgende soort:
- Formosacris koshunensis (Shiraki, 1910)